# زياد سبسبي
زياد محمد السبسبي ((الروسية: Зияд Сабсаби))، يرد أيضاً باسم زياد سبسبي محمدوفتش (ولد في 1 فبراير 1964) هو سياسي روسي-سوري ويعمل كنائب رئيس لجنة العلاقات الخارجية في مجلس الشيوخ الروسي الذي هو عضو فيه ممثلاً عن جمهوية الشيشان. هو عربي سوري ويعتبر أول عضو عربي في مجلس الشيوخ الروسي.
ولد زياد السبسي في حلب. وتخرج من جامعة دمشق قبل أن يكمل دراسته ويتخرج من جامعة لينينغراد الحكومية (كلية الصحافة الدولية). هاجر إلى الشيشان في عام 1989وحصل على الجنسية الروسية في عام 1991.

## المناصب وأنشطته
- 1991—1994: جمهورية الشيشان إشكيريا، رئيس إدارة العلاقات الخارجية.
- 1994—1997: كان يعمل رجل أعمال
- 1997: عاد إلى وظيفته القديمة في إدارة الدولة الشيشانية (مستشار للعلاقات الخارجية (للمفتي الأعلى للجمهورية الشيشانية).
- أكتوبر 2003: شغل منصب رئيس الإدارة الرئاسية الرئيس الشيشاني.
- أبريل 2004: شغل منصب نائب رئيس الوزراء الشيشان ( بناء على أوامر من رئيس الشيشان رمضان قادروف)
- ديسمبر 2007: كان مرشحا في الانتخابات البرلمانية
- 2008 تخرج في الأكاديمية الدبلوماسية التابعة لوزارة الخارجية الروسية. حصل على شهادة البكالوريوس في العلاقات الدولية[6]

## جوائز الدولة
- وسام الشرف (روسيا)
- وسام الصداقة من رئيس روسيا الإتحادية[2]
- وسام «العامل الفخري لوزارة العمل الروسية»
- وسام الاستحقاق لجمهورية الشيشان
- وسام كاديروف من الدرجة الأولى أعلى تكريم في جمهورية الشيشان

## روابط خارجية
- صفحة مخصصة في الموقع مجلس الفيدرالية
- عن زياد سبسبي منتديات القلمون